# Daniele Santarelli
Daniele Santarelli, född 8 juni 1981 i Foligno i Italien, är en italiensk volleybolltränare. 
Efter att ha spelat volleyboll på lägre nivåer började han sin tränarkarriär som assisterande tränare i serie B2-laget (damer) Snoopy Pesaro, där han efter mitten av andra säsongen tog över som tränare. Han fortsatte därefter som assisterande tränare för Robursport Volley Pesaro från samma stad, som spelade i serie A1 (högsta serien). Därefter följde sejourer som assisterande tränare för först Robur Tiboni Volley Urbino, sedan Volleyball Casalmaggiore och slutligen Imoco Volley. 
Sedan 2017 har han varit huvudtränare för  Imoco Volley, med vilka han haft stora framgångar. Han har även varit förbundskapten för Kroatiens damlandslag och är sedan 2022 förbundskapten för Serbiens damlandslag, med vilka han har kontrakt fram till 2025. Under 2022 coachade han laget till guld vid VM 2022.
Han är gift med volleybollspelaren Monica de Gennaro.